# Barren Island (Brooklyn)

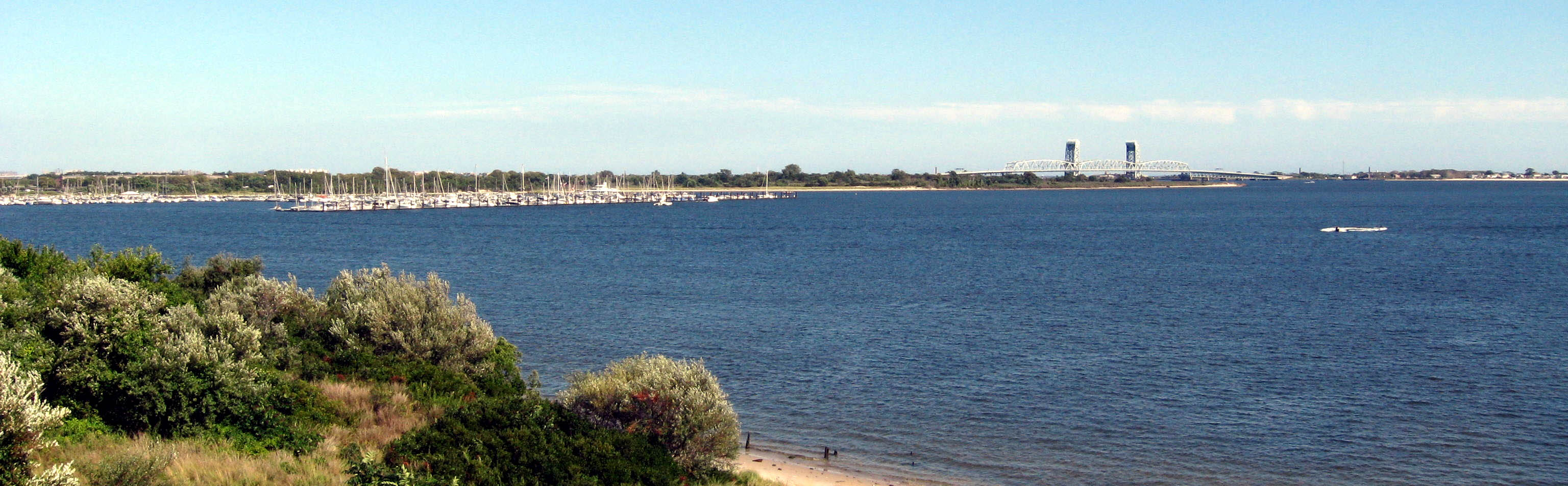
[http://toolserver.org/~geohack/geohack.php?pagename=Barren_Island,_Brooklyn¶ms=40_35_34_N_73_53_35_W_ Coordenadas: 40 ° 35'34 "N 73 ° 53'35" W

Barren Island é uma ilha ao leste do extremo sul da cidade de Nova York, no borough de Brooklyn ,